# Aconitum moldavicum
Aconitum moldavicum là một loài thực vật có hoa trong họ Mao lương. Loài này được Hacq. mô tả khoa học đầu tiên năm 1790.

## Hình ảnh

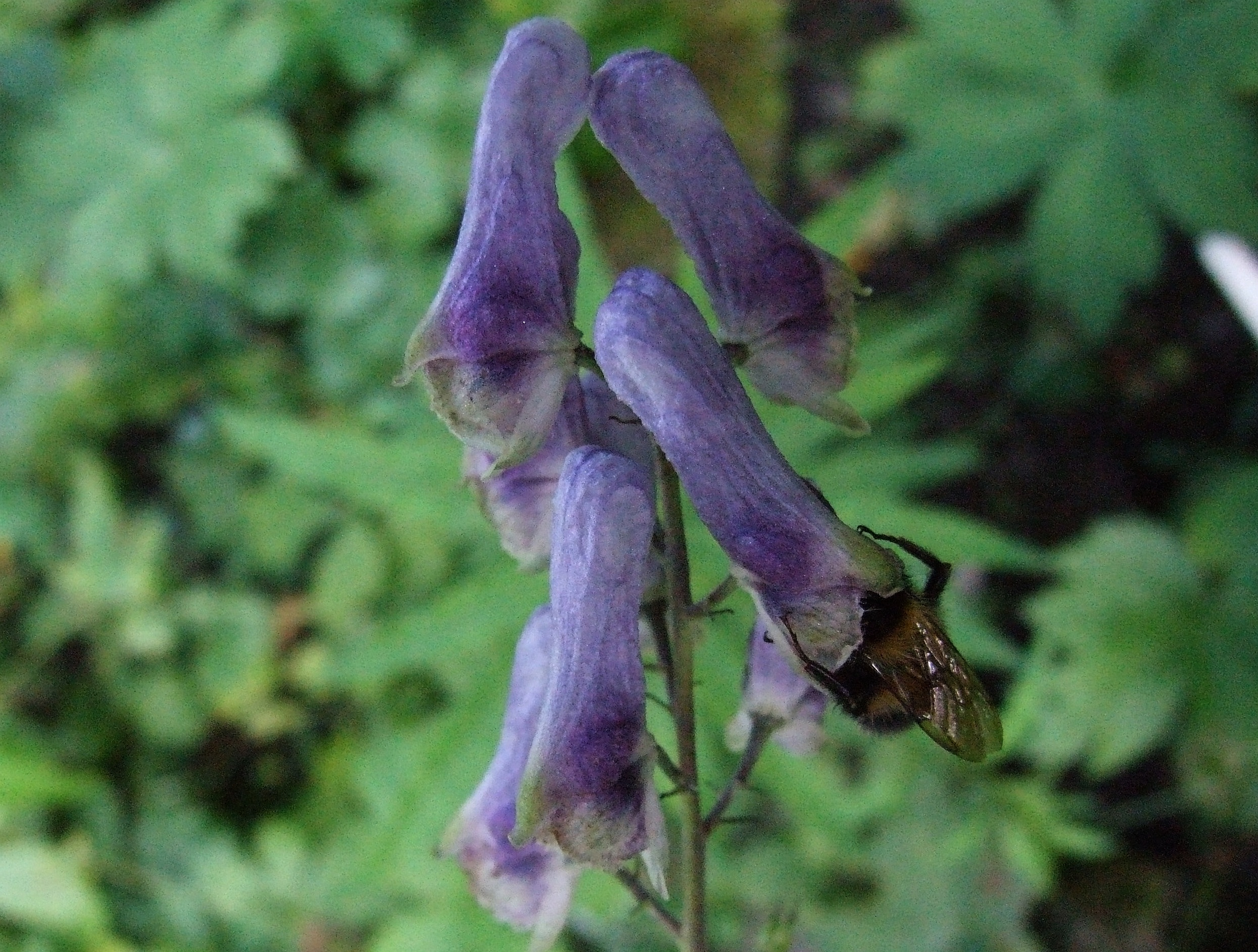
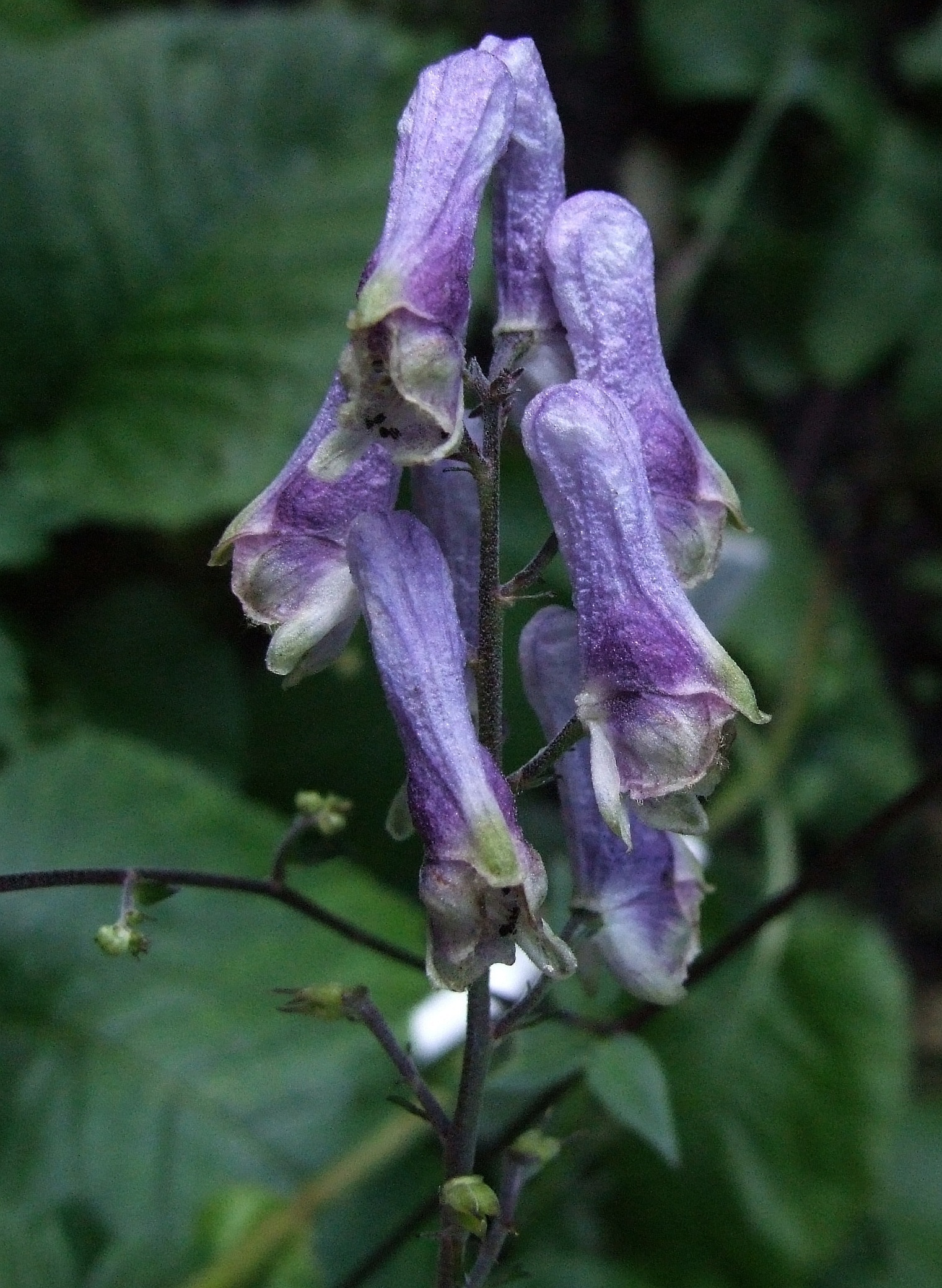